# Ixelles
Ixelles (fr.) ili Elsene (niz.) je jedna od 19 dvojezičnih općina u Regiji glavnoga grada Bruxellesa u Belgiji.
Graniči s briselskim općinama Grad Bruxelles, Etterbeek, Auderghem, Watermael-Boitsfort, Uccle i Saint-Gilles.

## Zemljopis
Općinu dijeli na dva dijela Avenija Louise (Louizalaan ili Avenue Louise) koja spada pod teritorij Grada Bruxellesa.
U istočnom dijelu općine nalaze se oba dijela Slobodnog sveučilišta u Bruxellesu. U istom dijelu nalazi se i trg Flagey.

## Stanovništvo
U općini Ixelles živi veliki broj ljudi afričkog podrijetla. Razlog tome je doseljavanje studenata iz Belgijskog Konga u rezidencijalni studentski centar Maisaf (Maison Africaine, tj. "Afrička kuća") u 1950-ima.

## Vanjske poveznice
- (fr.) (nizoz.) Službena stranica općine